# Locus de control
Locusul de control este o expectanță generalizată (Rotter, 1966) cu privire la posibilitatea de a atinge obiectivele și țelurile dorite. Este gradul în care individul atribuie comportamentului său o cauzalitate externă (factorii de mediu) sau o cauzalitate internă (propriile decizii). El reprezintă percepția unei persoane cu privire la forțele care determină recompensele sau pedepsele aferente unui comportament efectuat de către ea. Locusul de control este măsura în care o persoană crede că poate controla rezultatele și evenimentele care îi influențează viața.  Astfel, persoanele care cred că pot controla sursa recompenselor și pedepselor au locus de control intern (recompensele sunt determinate de propriul comportament, de propriile capacități și atribute), iar cele care cred că recompensele și pedepsele nu pot fi controlate de către ele (recompensele sunt controlate de către ceilalți, de șansă, noroc sau destin) au un locus de control extern.